# Сарбагишев, Уран Отунчиевич
Уран Отунчиевич Сарбагишев (кирг. Уран Отунчу уулу Сарбагышев; 11 декабря 1934, Фрунзе, Киргизская АССР, РСФСР, СССР — 19 февраля 2012, Бишкек, Кыргызстан) — советский и киргизский танцовщик и балетмейстер Народный артист Киргизской ССР (1967), лауреат Государственной премии СССР (1976), профессор.

## Биография
Родился 11 декабря 1934 года
Закончил Ленинградское государственное академическое хореографическое училище, класс В. И. Шелкова.
С 1955 — ведущий танцовщик Киргизского ордена Ленина театра оперы и балета. Исполнял главные партии в балетах классического репертуара и национальных постановках — «Анар», «Куйручук», «Асель» Владимира Власова, «Чолпон» Михаила Раухвергера и других.
В 1966 году назначен главным балетмейстером Киргизского театра оперы и балета. Среди его спектаклей: «Асель», «Прометей», «Спартак», «Куйручук», «Макбет», «Томирис», «Тысяча и одна ночь», «Поклонись солнцу», «Сказ о Манкурте», «Бастилия», «Корсар», «Страна улыбок», «Дон Кихот», «Ай-Чурек», «Сказки Венского леса».
Скончался 19 февраля 2012 года, похоронен на Ала-Арчинском кладбище Бишкека.

## Награды
- Награждён орденом «Манас» III степени (2003)[3].
- Медаль «Данк» (1997)[4].
- Орден «Знак Почёта» (01.11.1958).
- Государственная премия СССР (1976) — за балет-ораторию «Материнское поле» по одноимённой повести Чингиза Айтматова.
- Народный артист Киргизской ССР (1967).

## Фильмография
- 1959 году — фильм-балет «Чолпон — утренняя звезда» (Ленфильм, реж. Роман Тихомиров, сценография Александра Арефьева). В других ролях — Бюбюсара Бейшеналиева и Рейна Чокоева[5]. Прокат в 40 странах мира[6].

По воспоминаниям Сарбагишева:

Нам, артистам балета, съёмки давались очень нелегко, потому что в театре у нас был несколько иной режим работы. Нагрузка на съёмках вообще была велика. Например, па-де-де мне пришлось исполнить в тринадцати дублях, причем после двенадцатого режиссёр меня отпустил, вроде бы удовлетворившись результатом.

## Театральные работы
Исполнял ведущие партии в спектаклях: «Лебединое озеро», «Спящая красавица», «Жизель», «Корсар», «Ромео и Джульетта», «Лауренсия», «Франческа да Римини», «Бахчисарайский фонтан», «Шопениана», «Дон Кихот», «Дон Жуан», «Спартак», «Баядерка» и других.